# Foersteria laeviuscula
Foersteria laeviuscula är en stekelart som beskrevs av Szepligeti 1896. Foersteria laeviuscula ingår i släktet Foersteria och familjen bracksteklar. Inga underarter finns listade i Catalogue of Life.